# Mount Ruapehu
Mount Ruapehu er den største vulkan på New Zealand og det højeste punkt på Nordøen. Den har en højde på 2.797 moh. Den ligger 23 km nordøst for byen Okahune og 40 km syd for Lake Taupos søndre strand
Tre af Ruapehus toppe er Tahurangi (2.797 m), Te Heuheu (2.755 m) og Paretetaitonga (2.751 m). Ruapehu er regelmæssigt aktiv og er en af de største aktive vulkaner i New Zeeland. Den er en del af Tongariro nationalpark.
Der er to store skicentre på Mt. Ruapehu. Whakapapa og Turoa. 
39°16′54″S 175°34′07″Ø / 39.2817°S 175.5686°Ø